# Christian Frederik Molbech
Christian Knud Frederik Molbech né le 20 juillet 1821, mort le 20 mai 1888 est un poète danois, auteur de contes pour enfants, et traducteur de La Divine Comédie de Dante.

## Biographie
Fils de Christian Molbech, il est très apprécié par la critique littéraire danoise qui préfère son style moralisateur à celui de Hans Christian Andersen. Dans le Dansk Litteraturtinde, en 1835, un critique anonyme fait l'éloge de Molbech qui, à l'inverse d'Andersen, expose une leçon de morale dans chacun de ses contes. Il écrit aussi des chansons dont la plus connue est Roselil et sa mère.
En 1879, il est fait professeur honoris causa à l'Université de Copenhague
Il est aussi directeur du Théâtre Royal Danois de 1871 à 1881.
Sa fille aînée, Johanne Charlotte Molbech, (1859 - 1928) rencontre Léon Bloy en 1890 à Paris et elle l'épouse. Mais elle garde son nom : Jeanne Charlotte Molbeck ou Molbech. La sœur cadette de Jeanne : Holga Marie Molbech (1862-1937), influencée par son beau-frère, se convertit au catholicisme et devient professeur d'éducation religieuse en Suisse.